# Gabriele Knapstein
Gabriele Knapstein (* 1963 in Freiburg im Breisgau) ist eine deutsche Kunsthistorikerin und Kuratorin. Sie war von 2016 bis 2021 Leiterin des Museums für Gegenwartskunst Hamburger Bahnhof in Berlin und seit 2022 stellvertretende Direktorin und Sammlungsleiterin des Hauses. 

## Werdegang
Knapstein studierte Kunstgeschichte, Geschichte und Philosophie an der Albert-Ludwigs-Universität Freiburg, der Ruhr-Universität Bochum und der Humboldt-Universität zu Berlin. Sie promovierte mit einer Arbeit über die Event Scores von George Brecht.
Knapstein war beteiligt an der Verwirklichung von Ausstellungen des Instituts für Auslandsbeziehungen (ifa) und übernahm unter anderem Tourneebetreuungen außerhalb des zentraleuropäischen Raums.
Seit 1999 ist sie mit Ingrid Buschmann und Matthias Osterwold für die Konzeption und Realisierung der Konzertreihe „Musikwerke Bildender Künstler“ für den Hamburger Bahnhof und andere Partner verantwortlich.
Im Hamburger Bahnhof – Museum für Gegenwart war sie von 1999 bis 2001 als wissenschaftliche Mitarbeiterin, später als Ausstellungsleiterin tätig. Durch die langjährige Verbundenheit mit der Nationalgalerie empfahl deren Direktor Udo Kittelmann sie für die Position als Kuratorin des Museums. 2016 übernahm sie von dem in Ruhestand getretenen Eugen Blume die Museumsleitung. Seit dem Amtsantritt von Sam Bardaouil und Till Fellrath als Direktoren des Hamburger Bahnhofs im Januar 2022 fungiert sie als stellvertretende Direktorin und Sammlungsleiterin des Hauses. Zu den von ihr kuratierten Ausstellungen gehören „Architektonika“ (2011–2012), „Wall Works“ (2013–2015) und „Black Mountain. Ein interdisziplinäres Experiment 1933–1957“ (2015).
Knapstein ist außerdem Mitglied im Hochschulrat der Kunsthochschule Berlin-Weißensee seit dessen Konstituierung im Jahr 2004.